# Siagonodon borrichianus
Siagonodon borrichianus — вид змій родини струнких сліпунів (Leptotyphlopidae). Ендемік Аргентини. Вид названий на честь данського науковця Оле Борха.

## Поширення і екологія
Siagonodon borrichianus мешкають на заході центральної Аргентини, в провінціях Ла-Ріоха, Мендоса, Ріо-Негро і Сан-Хуан, за деякими свідченнями також в Ла-Пампі і Неукені. Вони живуть в чагарникових заростях. Ведуть риючий спосіб життя, живляться личинками мурах і термітів.